# Коробка отбора мощности
Коробки отбора мощности (КОМ) — это устройство, предназначенное для отбора мощности от коробки передач для привода различных агрегатов и всевозможных рабочих органов оборудования, установленного на автомобильном шасси, посредством карданного вала или гидравлического насоса.
Коробки отбора мощности используются на автоцистернах, автокранах, коммунальных машинах и другой спецтехнике. Коробки отбора мощности устанавливаются на КПП, РК автомобиля.
В английской терминологии не различают КОМ (коробка отбора мощности) и ВОМ (вал отбора мощности), всё это обозначается одной фразой Power take-off.

## Общие сведения
КОМ обеспечивает длительный отбор мощности (до 30 – 40% от мощности двигателя). По конструкции коробки отбора мощности могут иметь от одного до трёх валов (в зависимости от агрегата, куда подключается коробка, наличием передач в самой коробке отбора мощности). Также имеются различия по способу включения коробок отбора мощности, это может быть и принудительное включение с места водителя, или автоматическое при использовании механизма для которого происходит отбор мощности.
Существует два основных типа КОМ – зависимые и независимые от сцепления. Первые функционируют лишь когда двигатель работает на холостом ходу. Зависимые коробки лёгкие, их просто установить и почти не нужно обслуживать. Они монтируются на механические КПП и активируются водителем при помощи пневмосистемы. Если техника работает на «механической коробке передач» и не требует отбора мощности в движении – то как правило используется зависимая КОМ. Независимая коробка отбора мощности может работать на машинах, оснащенных как МКПП, так и коробкой-«автоматом». Она незаменима, когда нужно передавать крутящий момент на спецустройства во время езды (например, при работе автобетоносмесителей или дорожно-очистной техники).
Конструкции КОМ имеют свои особенности в зависимости от типа транспортного средства, передаваемой мощности и крутящего момента, а также в зависимости от назначения транспортного средства.

При выборе механизма отбора мощности следует учитывать:
- допустимый крутящий момент,
- направление вращения,
- наличие ударной нагрузки,
- срок службы,
- предельное число оборотов,
- максимальную длину карданной передачи,
- угол между осями шарнира карданного вала,
- передаточное отношение,
- необходимость охлаждения (для исключения перегрева механизма),
- удобство монтажа и обслуживания,
- способ установки насоса,
- указания производителя механизма отбора мощности,
- указания производителя насоса,
- указания производителя карданной передачи.

Коробки отбора мощности иногда встречаются и на легковых внедорожниках. Например они устанавливались для привода лебедки на ГАЗ-69, а также могут устанавливаться на автомобилях Mitsubishi с трансмиссией Super Select.